# Jurij Kraigher - Žore
Jurij Kraigher - Žore (tudi Georg Kraigher ali George Kreigher), vojaški pilot, veteran prve in druge svetovne vojne, polkovnik vojnega letalstva ZDA, testni pilot, inovator, upokojeni direktor Pan American Airways, * 3. april 1891, Hrašče, Postojna, † 17. september 1984, Litchfield, Connecticut, Združene države Amerike.

## Življenjepis
Jurij Kraigher - Žore se je rodil 3. aprila 1891 v Hraščah pri Postojni kot sedmi otrok materi Tončki Doles Kraigher in  edini otrok Jurija Kraigherja (1860–1894), materinega drugega moža. Žoretovi predniki so se ukvarjali s krošnjarstvom po deželah Kranjski, Koroški in Štajerski. Žoretov ded Jurij Kraigher (1812–1905), potomec furlanske veje Kraigherjev iz hribovskega Ligosulla, se je končno po mnogih krošnjarskih poteh ustavil leta 1843 v Hraščah pri Postojni in si tam ustvaril dom (Rosina, 2001, 2008). 
Rodbina potomcev priseljenca Jurija Kraigherja se je povsem vrasla v slovensko okolje, v katerem so postali že v drugem rodu aktivni in ugledni slovenski rodoljubi ne samo v Hraščah, temveč tudi v slovenskih deželah Avstro-Ogrske monarhije. Kar nekaj objav v časopisju tedanjega časa to dokazuje. V Kmetijskih in rokodelskih novicah (1886, št. 10, str. 76) je objavljeno poročilo s seje glavnega odbora Cesarsko kraljeve kmetijske družbe Kranjske, da je glavni odbor imenoval za novega uda družbe Jurija Kraigherja, sina posestnika v Postojni. To je bil Žoretov oče, star 26 let. V glavni odbor je bil imenovan tudi Jakob Dimnik, narodni učitelj v Postojni, mož Apolonije Josipine Kraigher, Žoretove tete. Imenitnost in ugled družine Kraigherjev dokazuje tudi objavljeno poročilo III. redne velike skupščine Družbe sv. Cirila in Metoda na Ptuju 29. julija 1988. Na njej je navedeno, da je imel posvetovalno in glasovalno pravico Alojz Kraigher iz Postojne, deželni poslanec, Žoretov stric. Na skupščini so izpostavili šolsko vprašanje kot najbolj pereče vprašanje na Slovenskem z vidika slovenskega rodoljubja (Slovenski narod, 1888). V tistem času je v Ljubljani aktivno delovalo še »Podporno društvo za slovenske visokošolce na Dunaju« in zbiralo denar za slovenske študente. V Kmetijskih in rokodelskih novicah (1896, št. 03, str. 27) sta med darovalci navedena Peter Kraigher in Alojz Kraigher iz Postojne. Na deželno-zborsko mesto je kandidiral Jurij Kraigher, trgovec v Hrašah pri Postojni, ki je potem na volitvah oktobra 1893 zmagal na podlagi programa Slovenskega društva. V  časopisu Slovenski narod najdemo tudi zapis, da je bil izvoljen za člana novega odbora Slovenskega društva leta 1893 v Ljubljani Jurij Kraigher iz Hrašč. Istočasno je bil Ivan Tavčar izvoljen za predsednika in Ivan Hribar za člana, vsi trije člani Narodne napredne stranke (Slovenski narod, 1894). Žoretov oče Jurij je bil tako generacijsko devet let mlajši sopotnik Ivana Hribarja (župan Ljubljane 1896–1910) in dr. Ivana Tavčarja (pisatelj in župan Ljubljane 1910–1921). 
Družina Žoretovega strica, Alojza Kraigherja (1849-1903) je štela trinajst otrok. Kar nekaj njih in njihovih potomcev je kasneje slovenski javnosti dobro poznanih: Josip Kraigher (1879–1962), Žoretov bratranec, ustanovitelj Ljudske knjižnice v Postojni (1905) in odbornik Narodne čitalnice (Zbornik 100 let Postojne, 2009), sin Stojan Kraigher, padel v NOB leta 1943, Lojz Kraigher (1877–1959), Žoretov bratranec, pisatelj, zdravnik in eden od ustanoviteljev slovenske Univerze, ter njegovi sinovi Dušan Kraigher, narodni heroj, ki je padel v NOB leta 1943, Boris Kraigher, narodni heroj in politik, Uroš Kraigher, publicist in urednik, Miloš Kraigher, udeleženec  NOB, pomemben ustvarjalec jugoslovanskega cestnega omrežja. Tudi otroci Žoretovega bratranca Toneta Kraigherja so bili družbeno angažirani: Bojan Kraigher - Krajger, ki je padel v NOB leta 1943, dr.Vito Kraigher, turjaška žrtev leta 1945, Sergej Kraigher, prvoborec in politik, Živa Kraigher, aktivistka v NOB, ena od utemeljiteljic sodobnega plesa na Slovenskem, ter Mitja Kraigher, borec na sremski fronti. In dalje pisatelj Ivo Brnčič, sin Žoretove sestrične Lojzke Kraigher, padel v NOB leta 1943, pisateljica Nada Kraigher, udeleženka NOB, hči Žoretovega bratranca, pomorščaka Žana Kraigherja, Janez Pirnat, akademski kipar, sin Nade Kraigher, in še drugi.
Navedeni podatki kažejo, da so bili že v 19. stoletju in pozneje Žoretovi predniki ter člani ožje in širše družine s Postojnskega napredni aktivni slovenski rodoljubi in poznani tudi v Ljubljani. Po zgodnji očetovi smrti so ga vzgajali mati Tončka in strici. Zato je razumljivo, da je Jurij Jurče - Žore vsrkaval napredno miselnost že od mladih nog in da so domači zanj sklenili, da bo šel študirat ter ga ob finančni podpori in spodbudi poslali v Ljubljano. Tu je končal realko in se nato vpisal na tehnično visoko šolo na Dunaju, kjer se je vključil v gibanje Preporod, katerega cilj je bilo razbitje habsburške monarhije in zedinjenje vseh južnoslovanskih narodov.  Žoretovo življenjsko pot so zaznamovali veliki družbeni premiki in svetovni dogodki, kar se odraža tudi v njegovih poimenovanjih: njegovo rojstno ime je Jurij Kraigher, v uradnih arhivskih dokumentih avstro-ogrske monarhije je zapisan kot Georg Kraigher, v ameriškem obdobju pa George Kraigher (Avsenak 2008). Za sorodnike in znance je ostal Jurče ali Žore. 
Za letalstvo je Žoreta navdušil njegov sodobnik na Dunaju, Stanko Bloudek (1890–1959), kasnejši konstrutor slovenskih smučarskih skakalnic, ki se je takrat že ukvarjal s konstrukcijo letal kot poklicni letalski konstruktor.  Na dunajskem letališču Aspern je Žore spoznal mehanika in lastnika letala, kateremu je pogosto pomagal pri vzdrževanju letala (Avsenak, 2008). Za nadaljnjo kariero poklicnega pilota je bilo to obdobje nabiranja tehničnega praktičnega znanja nedvomno zelo pomembno. 

##### Izbruh prve svetovne vojne
Iz objavljenih besedil o Juriju Kraigherju razberemo, da se je Kraigher kmalu po izbruhu I. svetovne vojne javil kot prostovoljec v avstro-ogrsko vojsko. Vojaška oblast ga je poslala  v pilotsko šolo v Aspern, kjer je bila letalska šola za Avstro-Ogrske pilote. Po končanem enoletnem šolanju je leta 1915 postal podporočnik pilot (Sitar 1985; Ajdič 1990; Kladnik 2008). Avsenak pa poroča, da naj bi bil Kraigher dobil pilotsko dovoljenje za letenje že leta 1914, ker se je izkazal kot letalski instruktor (Avsenak 2008). Po končanem šolanju so ga v šoli zaposlili kot učitelja letenja in mu tako nehote preprečili skrito namero, da prebegne na rusko stran. Na njegovo prošnjo so ga premestili v operativno enoto na italijansko bojišče, na letališče Pergine na Južnem Tirolskem. Na izvidniških poletih na letalu tipa Lloyd je Žore vedno imel spremljevalca, ki mu je onemogočal udejanjiti njegovo namero o prebegu. (Avsenak, 2008). 

##### Prebeg k Italijanom 1915
Jeseni 1915 je bil Jurij Kraigher -  na svojo prošnjo in na podlagi priporočila  sprejet v letalsko eskadriljo Flik 7 pod poveljstvom polkovnika Nikolausa von Wagnerja. V tem času je Kraigher iznašel možnost, kako povečati bojno moč teh letal. Von Wagnerju je predlagal, da bi na dvosedu Lloyd namestili na mesto dodatnega sedeža v letalu posebno drčo za spuščanje bomb in s tem povečali učinkovitost bojnih poletov. Preizkusi z metom bomb so bili uspešni, zato je Kraigher  zaprosil, da bi mu omogočili bombardiranje Asiaga. Wagner mu tega ni dovolil, pač pa mu je ukazal bombardiranje železniške postaje v Fondu. Vendar se Kraigher ukaza ni držal. Z letalom Lloyd C. II 41.11 je odletel z letališča Pergine nad Asiago, kjer so ga Italijani ob pristanku letala zajeli. Von Wagner je pojasnil Emilu Uzelcu, generalu avstro-ogrske armade, da so italijanski časopisi objavili napihnjen članek o zajetju avstro-ogrskega letala z bombami vred. Kraigher pa je dejansko namenoma pristal z letalom na travniku v bližini Asiaga pri Veroni in se predal Italijanom. Pristal je z vso zalogo bomb na letalu, da bi prepričal Italijane o verodostojnosti svojega prebega k Italijanom (Varriale,2008; Wagnerjevo pojasnilo citirano iz knjige o generalu Uzelcu). 

##### Mesec dni pred koncem prve svetovne vojne se Žore kot srbski prostovoljec vključi v sklepne boje
Italijanske vojne oblasti so Georga Kraigherja obravnavale kot ujetnika, čeprav jim je kot avstro-ogrski prebežnik predal nepoškodovano letalo. Njegovi prošnji, da bi se pridružil srbskim prostovoljcem na solunski fronti, niso ustregli. Italijanska politika očitno ni želela okrepiti položaja Srbov na Balkanu. Vedeli  so, da se pripravlja ustanovitev nove države. Zato so ga namerno obravnavali kot vojnega ujetnika in ga poslali v ujetniško taborišče. Najprej je bil taborišču v trdnjavi Savona v Vidmu, nato v San Remu, in nazadnje v Nocera Umbra v osrednji Italiji, kamor so ga kazensko dodelili. Poleg običajnih taboriščnih razmer je doživljal težave tudi zato, ker so ga ujeti avstrijski in madžarski častniki obravnavali kot dezerterja. 
Ko so Italijani končno vendarle začeli v taboriščih med vojnimi ujetniki novačiti tudi slovenske prostovoljce za zavezniške srbske vojaške enote, je prva skupina srbskih prostovoljcev odšla na solunsko fronto decembra 1917. Kraigher se je lahko uradno prijavil srbskemu  vojaškemu predstavništvu v Italiji šele po Kongresu podjarmljenih narodov avstro-ogrske monarhije v Rimu,  aprila 1918. Dobil je  čin inženirskega podporočnika in se mesec dni pred koncem vojne vključil v zaključne boje na solunski fronti skupaj s francoskimi piloti (Ajdič 1995, Kladnik 2008, Avsenak 2008).

##### Nezadovoljstvo z razmerami v novi državi SHS in izselitev v Združene države Amerike
V Kraljevini Srbov, Hrvatov in Slovencev je Jurij Kraigher do leta 1921 služboval kot poročnik srbskega letalstva na letališčih v Novem sadu in Sarajevu. Vendar so se vojne oblasti mačehovsko vedle do srbskih prostovoljcev, ki so ostali vključeni v njihovo vojno letalstvo. Vsa pomembna mesta v novo nastalem srbskem letalstvu so prioritetno zasedli bivši avstro-ogrski častniki. Prostovoljci so bili na stranskem tiru, še posebej morda Kraigher. V novi državi je namreč postal vrhovni poveljnik kraljevega letalstva prav general  Emil Uzelac, ki je bil v času Kraigherjevega prebega k Italijanom poveljnik avstro-ogrskega letalstva in ga je seveda takrat obsojal kot dezerterja. Kraigher je izstopil iz vojske in se vrnil na rodno Primorsko. Njegova ožja domovina ni bila vključena v novo državo. Tu je zaradi razmer, v katerih so živeli Slovenci na Primorskem pod Italijo, doživel še eno veliko razočaranje. Odnos italijanskega fašizma do Slovencev je, vsaj simbolično, zamejilo leto 1920 s požigom slovenskega Narodnega doma v Trstu. Žore se je odločil za emigracijo,  se leta 1921 vkrcal v Trstu na parnik in se izselil v Združene države Amerike (Avsenak 2008, Ajdič 1995, Kladnik 2008, Sitar 1985).

##### Priseljenec Jurij Kraigher postane slovit ameriški pilot George Kraigher
Tako kot mnogi izseljenci v tistem času, se je tudi Jurij Kraigher moral znajti in najti zaposlitev. Ker je imel dovolj izkušenj na področju letalstva, je kmalu našel zaposlitev v letalski industriji. V letih 1921 – 1925 je bil zaposlen kot delavec na tekočem traku v montažnem oddelku letalske firme Curtiss in Wright Aeronautical na Long Islandu v New Yorku. Izkazal se je s svojim znanjem in praktično spretnostjo na področju letalstva in kmalu napredoval od mehanika-montažerja do poskusnega pilota. Leta 1925 sta s prijateljem kupila rabljeno letalo in kot aerotaxista prevažala potnike. Zaslužek očitno ni bil dovolj primeren, da bi lahko s to dejavnostjo preživela, zato sta letalo prodala. Kraigher si je našel novo zaposlitev kot pilot pri firmi Brock&Weymouth v Philadelphiji, ki je na podlagi fotogrametrije za potrebe ameriške vlade opravljala kartografiranje Arizone in drugih predelov Amerike. Delo aerokartografiranja je bilo zelo enolično in Kraigher je iskal nove izzive. Leta 1929 se je prijavil na razpis za pilota v novoustanovljeni letalski družbi Pan American Airways. V firmi je bil najprej  poštni in nato potniški pilot na rednih letalskih linijah med Mehiko ter srednjeameriškimi republikami Panamo in Kubo. Na teh poletih se je spet izkazal kot spreten in izkušen pilot, ki je obvladal tudi nočno navigacijo ter bil sposoben pristajati v najtežjih vremenskih razmerah. Tako je ameriško časopisje obširno poročalo o primeru iz leta 1929, ko je George Kraigher s težko poškodovanim letalom brez prečnih krmil varno pristal s potniki in posadko na letališču Tampico. Leta 1931 so ga imenovali za kapetana letala z več piloti in za vodjo pilotov družbe na trimotornih potniških letalih. Do leta 1938 je še vedno izvajal polete in  v tem obdobju  zaslovel kot utemeljitelj transkontinentalnih letalskih povezav (Avsenak, 2008) . 

##### Na evropski turneji, izumi in prekcelinski poleti
Družba Pan American Airways je Kraigherja leta 1930 poslala v Evropo, da bi si ogledal evropske dosežke na področju letalske industrije in zbral podatke o posodobitvah navigacijskih naprav. To je bil čas gospodarske krize, razorožitvene konference v Ženevi, Hitlerjevega vzpona na mesto nemškega kanclerja in izstopa Nemčije iz Društva narodov. Kraigher je obiskal pomembne evropske letalske industrijske centre v Parizu, Berlinu in Rimu ter našel tudi čas za obisk rodne domačije v Hraščah pri  Postojni. 
Po vrnitvi v ZDA je Kraigher leta 1932 izumil posebno optično napravo, ki je omogočala usklajeno delovanje motorjev na letalih z več motorji. Naprava je hkrati odpravila nevarne in za potnike neprijetne vibracije na letalu. Pomembna novost je bil tudi Kraigherjev  program za tipizirano pristajanje letala, ki ga je izdelal za svoje pilote leta 1936. Ta program so pozneje prevzela vsa vijačna potniška letala po svetu. 
Ko je Pan American Airways dobila takrat najhitrejša potniška letala Lockheed Electra, je Kraigher leta 1937 s posadko opravil znameniti šestdnevni polet na relaciji Brownswille (Teksas) – Cristobal – Lima – Santiago de Chile – Buenos Aires – Rio de Janeiro. Let na tej zračni poti je bil dolg 13.500 km in potrebno je bilo preleteti  nad 6.000 metrov visoke Ande. Za ta let je družba sicer načrtovala deset dni, Kraigher pa ga je opravil v šestih dneh. S tem letom se je zapisal v zgodovino ameriških prekcelinskih in medcelinskih letalskih poletov.  Postavil je tudi nov hitrostni rekord za potniška letala na relaciji Porto Alegre – Rio de Janeiro. Seveda je spet napredoval, postal je operativni direktor za sektor zahodnega oddelka družbe Pan American (Western Division). Proti koncu leta 1941 je postal tehnični direktor oddelka Pan American Africa. To podjetje je bilo sicer civilno, a je imelo oddelek s posebno vladno nalogo: oskrbovanje zavezniških enot na afriških in azijskih bojiščih. Vendar je tudi še kot direktor ostal zvest pilotiranju in je dvakrat sodeloval na poletih v Sovjetsko zvezo: prvič iz Kaira preko Teherana v Kujbišev in drugič, ko je dosegel izjemen dosežek na zahtevni progi z Aljaske prek polarnih predelov Beringovega morja in Ohotska na Daljnem vzhodu Rusije do Moskve (Avsenak, 2008).

##### Kraigher zgradi hišo v Brownswillu po načrtu  arhitekta Richarda Neutre
V Ameriki se je Kraigher srečal tudi z arhitektom Richardom Neutro, ki je pred prvo vojno prav tako kot Jurij Kraigher študiral tehniko na Dunaju. Tudi Neutra se je leta 1923 izselil v Ameriko in tam postal eden prvih in pomembnih ameriških arhitektov modernizma. Hiša v modernem stilu, ki jo je leta 1937 za Kraigherja zgradil v Brownswillu ob mehiški meji, je takrat veljala in še danes velja za izjemen dosežek modernističnega sloga v ZDA.#   Podrobnejše podatke o hiši opisuje Thomas S. Hives (Breznik 2008).# Ker se Kraigher po končani vojni ni vrnil v Brownswille, je hišo leta 1946 prodal. Hiša je zaradi pomanjkljivega vzdrževanja začela propadati.  Leta 1999 jo je kupilo mesto Brownswille z namenom restavriranja. Danes ima hiša z nazivom »The Kraigher House« status arhitekturnega muzeja#. 
Jurij George Kraigher je po drugi svetovni vojni živel na posestvu blizu Litchfielda v državi  Connecticut, v hiši, ki jo je prav tako načrtoval Richard Neutra. Očitno je njegova arhitektura zadovoljevala Kraigherjev občutek za lepoto in kulturo bivanja. Kot je zapisano na blogu KCMODERN je arhitektura Neutre odlično dopolnjevala tudi Kraigherjev  smisel za avanture. 

##### Pan  American Airways in z njim tudi Kraigher se vključita v drugo svetovno vojno
V aprilu leta 1942 so v družbi Pan American Airways predstavniki ameriškega vojnega  letalstva nanovačili pilote. Kraigher se je prostovoljno javil in dodelili so ga transportnemu poveljstvu ameriških letalskih sil. Dobil je čin podpolkovnika in je letal s težkimi transportnimi letali med Ameriko in Anglijo. Prevažali so opremo in letalsko osebje za potrebe ameriških letalskih baz, s katerih so Američani bombardirali strateške cilje na ozemljih Avstrije, Jugoslavije, Madžarske, Romunije in južne Nemčije. Po kapitulaciji Italije leta 1943 so Georga Kraigherja dodelili  ameriškim sredozemskim letalskim silam pod vodstvom  generala Ira Eakerja v štab v Caserti v Italiji in ga januarja 1943 imenovali za polkovnika.
Med poleti nad ozemljem Balkana so Nemci sestrelili veliko zavezniških letal, po podatkih nad 2.000 pilotov. Zato je maja leta 1944 general Eaker ustanovil poseben oddelek za reševanje zavezniških pilotov. Za poveljnika tega oddelka je imenoval Georga Kraigherja, ki je sodeloval tudi osebno kot pilot v okoli sedemdesetih reševalnih poletih. Američani so reševali pilote tako z ozemlja, ki so ga nadzorovali partizani kot tudi z ozemlja, ki je bilo pod nadzorom četnikov. 
Žore Jurij George Kraigher je bil tudi kontaktna oseba generala Eakerja za zvezo s Titom. S kopilotom poročnikom Robertom Crawfordom in še enim častnikom je bil 24. maja leta 1944  poslan v Vrhovni štab partizanske vojske v Drvar. Dogovoril naj bi se za organizacijo preskrbe partizanov z opremo, sanitetnim materialom itd. Tu je ob srečanju s Titom doživel nemški desant na Drvar. Iz dokumentov je razvidno, da je na nemški strani  desant načrtoval med drugimi tudi avstrijski stotnik Franz Kraigher, ki je bil pri vojaški tajni službi 'Obramba v tujini – jugovzhod' s sedežem v Beogradu (Eberhardt Kraigher 2008). Franz Kraigher je imel tesne zveze s četniškim generalom Mihajlovićem. Ta ga je obvestil, da je Tito zapustil vrhovni štab v Jajcu in se preselil v Drvar. Na podlagi njegovih podatkov so Nemci izvedli vojaško operacijo 'Konjičev skok' – napad na Drvar, v kateri je izgubil življenje Kraigherjev kopilot poročnik Robert Crawford. Odkriti dokumenti tudi kažejo, da je bil Franz Kraigher potomec koroške veje Kraigherjev, torej verjetno Žoretov daljnji sorodnik izpred več generacij (Kranjc, 2004).
V času desanta je Žoretu Kraigherju 28. maja 1944 uspelo poleteti z zasilnega letališča Tičevo, južno od Drvarja, v Caserto v italijo, kjer je generalu Eakerju poročal o razmerah v Drvarju. Ta je nato poslal partizanom letalsko podporo. Maršal Tito je medtem preko letališča v Kupresu priletel 3. junija v Bari ter od tam z britanskim rušilcem na otok Vis (tako Eberhardt Kraigher 2008; naveden vir: Kriessmann, 1996). Ajdič (1990) pa navaja natančnejšo pot Jurija Georga Kraigherja, ki naj bi se mu uspelo rešiti z majhnim letalom auster. Z njim da je poletel s skritega zasilnega letališča z livade Uvala blizu kraja Potoci do jadranske obale, od koder so zavezniki vzdrževali zvezo z letališčem na Visu. Z otoka Visa je poletel v Caserto s Titovim obvestilom Eakerju o neuspelem nemškem desantu na Drvar. Za svoje zasluge je Jurij George Žore Kraigher še pred koncem druge svetovne vojne, 12. februarja 1945, na osnovi odločitve AVNOJ-a, prejel odlikovanje  Orden partizanske zvezde I. reda . 

##### Amerški viri o Georgu Kraigherju
Opisi različnih ameriških avtorjev dogodkov, ki so povezani z delovanjem Georga Kraigherja, kljub manjšim razlikam v posameznostih kažejo na verodostojnost Kraigherjevih dejavnosti in zasluge v drugi svetovni vojni ter njegovega sodelovanja v narodnoosvobodilnim boju Jugoslavije. 
Menedžer firme  Pan American Airways  Sanford B. Kaufmann  v svojih spominih opisuje srečanja z Georgom Kraigherjem, s katerim se je srečal že pred vojno v letalski bazi Pan American Airwaiys v Brownswillu. Uradno ga je obiskal zaradi predvidne reorganizacije družbe, saj je bil Kraigher tu odgovorni menedžer, vodja operacij in šef pilot  za Mexican Airline. Skupaj sta preživela nekaj dni, preden sta poletela z letalom tipa  Ford Trimotor v Mexico City. Tesnejše prijateljske stike sta s Kraigherjem navezala, ko sta kar nekaj dni jezdila po okolici Brownswilla in obujala skupne spomine.  Kaufmann ga imenuje 'dobri stari George, ki je vse življenje imel rad konje'. 
Kaufmann v svojih spominih v poglavju 'Pan American vstopi v vojno' podrobneje opisuje, kako je poveljstvo ameriških zračnih sil zbiralo pri družbi 60 pilotov prostovoljcev za polete z letali DC-3. Ta letala so namreč lahko pristajala in vzletala tudi na travnatih površinah. Preuredili so jih v 'cargo' letala za polete v okviru strogo zaupnega vladnega projekta  za polete na liniji Miami – južna Amerika – Afrika. Med prostovoljci je bil tudi Jurij, George Kraigher, kot je bilo Žoretovo ameriško ime. Zaradi njegovih izkušenj na dolgih poletih so ga zadolžili za organizacijo tega projekta. Vedeli so, da je bil nasprotnik Nemcev že v času prve svetovne vojne, ko je bil kot pilot vključen v srbsko vojno letalstvo. Vedeli so tudi, da dobro pozna Balkan in da je bila med partizani v gorah Srbije tudi njegova sestra, kot zmotno navaja avtor#. Zato so ga na njegovo izrecno željo takoj vključili v vojne operacije, mu dodelili čin polkovnika in ga postavili za vodjo ameriške letalske baze v južni Italiji. Tu je bila tudi baza za reševanje sestreljenih zavezniških pilotov v gorah Jugoslavije. Kraigher je imel stike s Titovimi partizani kakor tudi z Mihajlovićevimi četniki. Kaufmann je opisal Mihajlovića kot srbskega aristokrata, ki pa so mu Britanci odrekli podporo in podpirali Hrvata Tita.
V zvezi z napadom Nemcev na Drvar Kaufmann v svojih spominih navaja tudi humorno anekdoto, ki mu jo je posredoval George Kraigher. Ob Kraigherjevem obisku v Drvarju ga je Tito povabil na praznovanje svojega rojstnega dne.  Na slovesnosti naj bi bil Tito priporočil gostom, da se ne slačijo, ko gredo počivat, češ da je v primeru napada Nemcev zelo malo časa za umik. In res, že navsezgodaj zjutraj je Titov adjutant zbudil goste in jih obvestil o začetku napada. Jurij se je v hitrici znašel z obleko v roki na cesti. Toda spomnil se je, da je v sobi pozabil steklenico viskija, ki jo je Titu za rojstni dan prinesel iz Italije. Vrnil se je v hišo po viski, se oblekel in stekel za drugimi.  Kmalu je ugotovil, da ga prenašanje galone (3,78 litra) viskija ovira pri begu, zato je steklenico zakopal pod starim hrastom. Z zasilnega skritega letališča je z majhnim letalom poletel v Italijo. Kraigher nadaljuje, da je  zgodbo o zakopani steklenici pozneje pripovedoval Randolphu Churchilu, sinu britanskega premierja, ki je bil v Titovem štabu oficir za zvezo. Randolph je ob neki drugi priliki obiska Drvarja steklenico viskija dejansko našel – in vso tudi do konca izpraznil (Kaufmann, 1995). 
Walter R. Roberts opisuje napad na Drvar z nekaj več podrobnostmi, podprto s konkretnimi podatki. 25. maja 1944 so Nemci sprožili že sedemnajsto ofenzivo s šifro 'Konjičev skok' (Knight's Move, Rösselsprung)#.  Američani v tistem času še niso imeli v Titovem štabu svojega oficirja za zvezo tako kot so ga imeli Britanci. Ameriška vojska je imela v Drvarju le vremensko postajo, ki so jo vzdrževali kapetan in trije pripadniki ameriške vojske. O razmerah na Balkanu sta iz Drvarja poročala dopisnika Pribićević za Times in Talbot za Reuters  ter dva fotografa. Oba dopisnika sta se že 9. maja v Titovem glavnem štabu srečala s predstavniki britanske misije, v kateri je bil oficir za zvezo Randolph Churcil. Oba novinarja so Nemci ujeli, vendar je Pribićeviću uspelo pobegniti k zaveznikom. O desantu in o svojem pobegu je objavil poročilo v New York Timesu 26. Junija 1944. 
Walter R.Roberts navaja, da je bil  v času nemškega desanta na Drvar v Titovem glavnem štabu tudi polkovnik George Kraigher kot odposlanec generala Eakerja, da bi se dogovoril za potrebno ameriško pomoč partizanom. Na predvečer napada Nemcev je bil Kraigher gost na večerji pri Titu. Kraigherjev spremljevalec poročnik Robert W. Crawford je naslednji dan v boju z Nemci padel, polkovniku Kraigherju pa se je uspelo umaknil z majhnim letalom 28. maja še z nekim britanskim letalskim oficirjem do obale, od tam pa z britanskim rušilcem na otok Vis, kamor so evakuirali zavezniki Tita. Nemci  so bili zadovoljni z uspešnostjo svoje sedemnajste ofenzive na Drvar in so na Dunaju pripravili razstavo Titove maršalske uniforme#. V poročilu so izrazili dvom, da se je Titu uspelo umakniti iz obroča (Roberts, 1987). 
Georga Kraigherja je opisal tudi William M. Larry. Avtor navaja, da je bilo leta 1944 sestreljenih 350 zavezniških letal na ozemljih, ki so bila pod nadzorom partizanov ali četnikov. Britanska vlada je sicer priznala jugoslovansko vlado v Londonu, vendar je začela podpirati jugoslovanske »gverilce« šele v letu 1943, potem ko so njena letala že odvrgla 23 ton opreme četnikom. Ker je britanska vlada dobila sporočila, da četniki niso izvajali akcij proti Nemcem, je premier Winston Churchill  poslal k partizanom vojaško misijo pod vodstvom F.W.D. Deakina. Njegova poročila in poročila brigadirja Macleana, da so četniki dobljeno orožje in opremo uporabljali v spopadih s partizani namesto proti Nemcem, so pripeljala do ustavitve pomoči četnikom in do izključne podpore partizanom. Tak zasuk v politiki zaveznikov je uradno potrdila tudi zavezniška konferenca v Teheranu decembra 1943. 
Zaradi velikega števila sestreljenih pilotov je postala prioritetna naloga 60. zavezniške skupine (60th Group) evakuacija teh pilotov. Poveljnik sredozemskih zavezniških sil  general Ira C. Eaker je naročil poveljstvu Petnajste skupine zračnih sil, da ustanovi posebno enoto za reševanje pilotov (Air Crew Rescue Unit – ACRU) in jo usposobi za lociranje ter reševanje sestreljenih pilotov na Balkanu. Za vodjo enote je imenoval polkovnika Georga Kraigherja, ki je bil že deloval kot prostovoljec v štabu ameriških zračnih sil za transport. Takoj na začetku kariere vojnega pilota je Kraigher imel ključno vlogo pri organizaciji poletov na relaciji: Miami – srednji vzhod ter polete preko Brazilije do zahodne Afrike. Njegovo imenovanje so strokovno utemeljili s podatki, da je Kraigher v Pan American Airways že leta 1930 v času, ko je bil v Brownswillu  (Teksas) menedžer za letalske linijske polete na relaciji Brownswille – Mexico City uvedel polete s pomočjo instrumentov. Kraigherja so vojaške oblasti poznale že od leta 1941, ko je ameriška vlada redne linije poletov Pan American Airway na afriško celino vključila v projekt za vojaške potrebe ameriških zračnih sil. 
Enota za reševanje zavezniških pilotov z Balkana je imela nalogo zbiranja podatkov o kraju, kjer se nahajajo sestreljeni piloti ter njihovo reševanje, ne pa tudi zbiranja obveščevalnih podatkov ali vzpostavljanja zvez s partizani ali četniki. Kraigher je takoj po prevzemu vodenja samostojne reševalne enote oblikoval dve skupini za reševanje sestreljenih zavezniških pilotov. Prva skupina je reševala pilote, ki so bili sestreljeni nad ozemljem, ki so ga kontrolirali Titovi partizani, druga pa nad ozemljem pod kontrolo Mihajlovićevih četnikov. Tej drugi skupini je poveljeval Georg S. Musulin, ki je bil nekaj mesecev pred tem oficir za zvezo v Mihajlovićevem glavnem štabu Pranjane (55 milj južno od Beograda). Ta skupina je v misiji s šifro Halyard 27. decembra 1944 z dvema letaloma C-47 rešila 20 ameriških pilotov in dva ameriška državljana. Letali sta pristali na zamrzlem zasilnem letališču pri Bunari. Eno letalo je pilotiral Georg Kraigher, drugo pa poročnik John L. Dunn. Misija je pomembna tudi zato, ker je bila pomoč zavezniških sil Mihajloviću na pritisk britanskih zaveznikov prekinjena leta 1944, vendar so misijo Halyard kljub vsemu izpeljali. V vseh misijah Haylard od 9. avgusta do 27. decembra 1944 so rešili in evakuirali iz Srbije 417 oseb, od tega 343 ameriških pilotov (Larry, 1995).
Nekaj zanimivih podrobnosti o Halyardovi misiji opisuje tudi poročnik Richard M. Kelly. Reševalna ekipa v misiji pod šifro 'Halyard' je bila sestavljena julija 1944 v okviru reševalne enote, ki ji je poveljeval polkovnik George Kraigher. Jugoslovanska ambasada v Združenih državah je namreč ujela na radiu Mihajlovićevo sporočilo, da je zbral večje število ameriških pilotov na ozemlju, ki ga je nadzoroval. Sporočil je, da je pripravljen sprejeti ameriško reševalno ekipo in jim ponuditi vsestransko pomoč. Akcijo reševanja pilotov so pripravili in izvedli Američani George Kraigher, poveljnik enote ACRU, poveljujoči častnik ene reševalne skupine Georg S.Musulin ter Michael Rajacich in Arthur Jibilian (Kelly, 1946).
Novinar David Ratcliffe(1989) je v publikaciji Prouty's Military Experiences 1941-1963, objavil intervju, v katerem polkovnik L. Fletcher Prouty opisuje svoje vojaške izkušnje iz druge svetovne vojne. Mnoge izkušnje je delil s polkovnikom Georgom Kraigherjem. Označil ga je za zanimivega človeka, ki je bil kot pilot klen, zelo vzdržljiv in izredno izobražen letalski operater, od katerega se je veliko naučil. 
Artur Jibilian, veteran Urada za strateške službe#, je poleg kratke biografije polkovnika Georga Kraigherja zelo podrobno opisal misijo Halyard, v kateri so rešili 50 sestreljenih ameriških pilotov iz vasi Pranjana. Vas je blizu Gornjega Milanovca, na ravnici Galovići, kjer je med drugo svetovno vojno bilo zasilno letališče pod nadzorom četnikov. V misiji s šifro Halyard, v kateri so sodelovali Kraigher, Musulin#, Rajacic in Jibilian, so pilote od tam uspešno evakuirali v sedmih dneh. To je bila zadnja misija reševanja pilotov s četniškega ozemlja, izvedena še 27. decembra 1944, torej po sklepu teheranske konference o prekinitvi pomoči Mihajloviću. Zato je polkovnik Kraigher, ko je zaprosil za  poveljstvo reševanja nad četniškim teritorijem sestreljenih pilotov, povzročil med zavezniki kar nekaj političnih dilem. Postavilo se je vprašanje, ali lahko še imenujejo Mihajlovića za kolaboranta, če z njegovo pomočjo rešujejo pilote pred Nemci. Britanci in Rusi so namreč ostro nasprotovali , da bi se spuščali v reševanje pilotov s četniškega teritorija. Zato so vsi piloti dobili navodilo, naj se izogibajo stikom s četniki in poiščejo stik s partizani. O vlogi Mihajlovića med drugo svetovno vojno zgodovinarji še vedno razpravljajo, znano pa je, da so Američani Mihajlovića posthumno odlikovali z redom Legije zaslug (Legion of Merit, 2005) za njegov prispevek pri reševanju ameriških pilotov, Srbi pa so mu postavili spomenik na Ravni gori#.

##### Kraigherjeva poklicna pot po končani vojni in življenje s konji na posestvu Litchfield
Jurij Georg Kraigher – Žore je ostal aktiven vojaški pilot do leta 1947, ko je vojsko zapustil in se zaposlil v ameriškem podjetju Aeroservis. Deloval je na področju aerofotogrametrije ter letalske magnetometrije. Leta 1948 je postal direktor in v.d. generalnega direktorja letalskega oddelka pri družbi Arabien Oil Co. v New Yorku in v Dahranu v Saudski Arabiji. Leta 1957 se je upokojil, a je nekaj časa pri družbi ostal svetovalec. Nato se je ustalil na svojem posestvu v bližini Litchfielda, v državi Connecticut, ZDA.
Domovino in sorodnike je večkrat obiskal: leta 1945 je bil s kapetanom Johnom Blatnikom verjetno v Črnomlju (Kranjc 2000), leta 1962 je obiskal tudi Aeroklub Postojna#, leta 1965 je bil za en mesec na obisku pri sorodnikih (Avsenak 2008) in leta 1982#, dve leti pred smrtjo, ponovno obiskal sorodnike. V času obiska Aerokluba Postojna se je dogovarjal z Notranjskim muzejem, ponujal denarno pomoč in gradivo o sebi, pa do sklepnega dogovora o ureditvi take zbirke ni prišlo.  Leta 1960 se je Josip Broz Tito udeležil zasedanja Generalne skupščine OZN in našel je tudi čas, da je sprejel pilota in vojnega veterana Jurija Kraigherja – Žoreta (Čmak 2010).
Na posestvu se je z vso ljubeznijo povsem posvetil konjem. Tu je tudi umrl 17. septembra 1984 v starosti 93 let. Thomas W. Ennis# je v New York Timesu obvestil ameriško javnost o smrti  93. letnega Jurija Kraigherja, pilota v dveh vojnah, in bralcem predstavil njegov pomen  za družbo Pan American Airways ter za ameriško letalstvo. O Kraigherjevi smrti je poročal tudi lokalni časopis The Litchfield Enquirer#. Neraziskano ostaja vprašanje, ali je Kraigher  dosegel v ameriških zračnih silah naslovni čin generalmajorja ameriškega vojnega letalstva (Kranjc 2000; Avsenak 2008) - dve zvezdici, ali pa čin 'brigadnega generala' (ena zvezdica).

## Opomba
Besedilo in slikovno gradivo je bilo objavljeno v reviji 'Svobodna misel', leto 2010, letnik XIX., št. 20, 21 in 22. Članek je ponatisnjen s soglasjem uredništva Svobodne misli, dodatno pa je objavljen tudi seznam literature. Besedilo sta zbrala in oblikovala Breda Krajger Kroflič ter Marjan Kroflič.

## Spomini ing. Svetozarja Stefanovića na Jurija Georga Kraigherja (2012)
Ob branju revije Svobodna misel (št. 20, 21, 22, okt. - dec. 2010) sem v prispevkih o znamenitem slovensko-ameriškem pilotu Juriju Kraigherju Žoretu na objavljenih fotografijah pilota Georga Kraigherja takoj prepoznal, čeprav je minilo od srečanj z njim že 68 let. Podpisani sem bil kot 19 letni mladenič leta 1944 in 1945 dodeljen kontroli letenja na letališču Zemun kot signalizator. Leta 1944 sem imel priliko se seznaniti z ameriškim pilotom Jurijem Georgom Kraigherjem, vodjem skupine ameriških pilotov, ki so reševali sestreljene ameriške pilote z ozemlja Jugoslavije. 
Po osvoboditvi Beograda in delov Srbije jeseni 1944 je Georg Kraigher (pod tem imenom smo ga fantje na kontroli letenja poznali) z nočnimi poleti iz Barija (Italija), redno na 14 dni v mesecih december 1944 in januar, februar 1945, priletel na zemunsko letališče. Na liniji Bari-Beograd 1944/45 je George Kraigher pilotiral dvomotorec 17 ali B 24, tip aviona Mitchel Boing, 2 stabilizatorja (G. Kraigher – levi pilot plus posadka). 
Prevažal je ozdravljene in tudi smrtno ranjene jugoslovanske partizane in civiliste, ki so želeli umreti v domovini. Vsi ranjenci so bili z letališča prepeljani v beograjsko vojaško bolnišnico, katere direktor je bil takrat general dr. Isidor Papo, kirurg, med NOB partizanski zdravnik in vodja partizanske sanitete pri glavnem štabu NOV IN POJ.
Po pristanku na letališču je Kraigher z nami mladeniči vedno govoril srbohrvaško. Imeli smo ga za dobričino, saj nam je vedno poklanjal drobna darila kot so čokolada, cigareti, tablete za razkuževanje vode, obveze in kompas. Vse je bilo spakirano v posebni škatli, obliti z voskom in tako odporno proti vlagi ali vodi.
Vsako noč v teh mesecih, ko je bilo najavljeno letalo z ranjenci, smo skrbeli za varen pristanek. Ob dolgih nočeh čakanja na letala smo kontrolorji prepevali tudi svojo pesem, za katero pa žal ne poznam ne avtorja besedila, ne avtorja melodije. Še danes, v letu 2012, se je po 68 letih dobro spominjam:
Tamo vani  na pisti,
gde vetar duva svu noć,
sedimo i ćekamo Douglase Dacote (C-45)
kad će nam doć.
A kada se Douglas pojavi,
mi palimo slovo T-e
i ALDIS lampom 
dajemo Morsejeve znakove.
A kada se zadnji Douglas spusti,
mi gasimo slovo T-e
i dok vetar dalje fijuće,

mi idemo na spavanje.
Ing. Svetozar Stefanović, Ljubljana, 2012

## Odlikovanja
Jurij George Kraigher – Žore je za svoja dejanja v obeh svetovnih vojnah prejel več odlikovanj: jugoslovansko odlikovanje, Medalja Petra Karađorđevića; ameriška odlikovanja, Letalska medalja s tremi hrastovimi listi, Red srebrne zvezde za zasluge, Red legije za posebne zasluge; odlikovanje Predsedstva antifašističnega sveta narodne osvoboditve Jugoslavije še pred koncem II. svetovne vojne,  12. februarja 1945 - Orden partizanske zvezde I. reda (št. 1364)